# Le Ranch de la vengeance (film, 1964)
Ne doit pas être confondu avec Le Ranch de la vengeance, téléfilm américain diffusé pour la première fois en 2013
Pour plus de détails, voir Fiche technique et Distribution.
Le Ranch de la vengeance (titre original : Heiß weht der Wind) est un film germano-autrichien réalisé par Rolf Olsen sorti en 1964.

## Synopsis
Le Far West en 1896. Chris Harper, ses parents Helen et Patrick, ainsi que leur chiot Shepherd Shorty, se lancent dans un raid en diligence dans le sud du Texas. Ils se rendent à Silver Rock pour y construire une nouvelle vie. Rufus, l'oncle de Chris, un cow-boy vieillissant et toujours ivre, l'a attiré en prétendant qu'il avait découvert une veine d'or. Alors que les criminels, menés par le voyou Al Nutting, tirent sauvagement dans les airs, les chevaux prennent peur et envoient la voiture dans un gouffre. Les parents de Chris Harper meurent dans l'accident. Chris lui-même s'en tire avec une blessure à la main, son compagnon de voyage, Spike Sunday, l'a sauvé en l'attrapant juste avant.
Spike prend soin de Chris, qui a perdu la mémoire, et lui apprend à tirer. Les arrière-pensées de Sunday ne sont pas totalement désintéressées. Il a besoin d'un partenaire capable de manipuler des armes à feu, car un sbire de Nutting lui a brisé sa main. Shepherd Shorty, grièvement blessé, est soigné par le fermier Richard Bradley. Après l'attaque, il a récupéré le sac de voyage des Harper, dans lequel se trouvait le chien. Bradley est celui qui a dirigé l'attaque. Des dettes élevées l'avaient amené à cet acte désespéré, mais après cette issue fatale, il renonce à sa part du butin et se détourne de la criminalité. Il ne soupçonne pas que le sac de voyage contienne également les plans de la veine aurifère de Rufus Harper.
Trois ans après le raid, Spike et Chris entrent dans la ville de Cattle City. Chris est devenu un excellent tireur maintenant. Au saloon, Spike se heurte violemment à Jack Bradley, le fils bon-à-rien du propriétaire du ranch. Le contremaître du ranch de Bradley , Al Nutting, et certains de ses acolytes veulent venir en aide au fils de leur patron lorsque Chris utilise ses compétences acquises. Les deux amis fuient la ville, poursuivis par les hommes de Bradley et le shérif. Alors qu'ils atteignent une rivière, un orage éclate. La rivière se gonfle massivement, ils manquent de se noyer en essayant de la traverser. Ils sont récupérés par Richard Bradley qui les emmène dans son ranch. Là, se réveillant de leur inconscience, Spike et Chris voient d'abord le fils Jack. Ils veulent s’échapper en secret, mais Ann Bradley, la femme du ranch et la jolie Meg, chercheuse indienne et fille adoptive de Richard et Ann, demandent aux deux hommes de rester.
Meg aime Chris, d'autant plus qu'elle espère pouvoir se défendre contre les assauts d'Al Nutting. Après quelques jours, le fermier Bradley rentre des pâturages dans son ranch, accompagné du désormais adulte Shepherd Shorty. Quand Shorty voit Chris, il commence immédiatement à gémir. Chris le reconnaît immédiatement et l'appelle. En peu de temps, tous les souvenirs reviennent à Chris. Le moment de la vengeance serait venu maintenant, s'il n'y avait Meg Bradley. La situation se complique rapidement. Richard Bradley, blessé depuis l'attaque d'il y a trois ans, décède. Maintenant il s’agit d'un règlement de comptes entre Chris et Spike d’une part et Nutting et Jack de l’autre. Spike est tué. Mais Chris a maintenant un nouvel allié particulièrement fidèle avec Shorty.

## Fiche technique
- Titre : Le Ranch de la vengeance
- Titre original : Heiss weht der Wind
- Réalisation : Rolf Olsen assisté de Lucie Berndsen
- Scénario : Paul Clydeburn, Don Sharp
- Musique : Erwin Halletz
- Direction artistique : Willi Herrmann, Leo Metzenbauer, Otto Pischinger
- Photographie : Hanns Matula
- Montage : Wolfgang Wehrum
- Production : Kurt Ulrich
- Sociétés de production : Berolina, Wiener Stadthalle
- Société de distribution : Nora-Filmverleih, Bavaria-Filmverleih
- Pays d'origine :  Allemagne de l'Ouest,  Autriche
- Langue : allemand
- Format : Couleur - 1,33:1 - Mono - 35 mm
- Genre : Western
- Durée : 102 minutes
- Dates de sortie :
  -  Allemagne de l'Ouest : 26 novembre 1964.
  -  Autriche : 3 décembre 1964.
  -  France : 26 mai 1965[1].

## Distribution
- Thomas Fritsch : Chris Harper
- Walter Giller : Spike Sunday
- Gustav Knuth : Richard Bradley
- Ron Randell : Al Nutting
- Judith Dornys : Meg Bradley
- Heidemarie Hatheyer : Ann Bradley
- Ingrid van Bergen : Linda
- Peter Neusser : Jack Bradley
- Rudolf Schündler : Rufus Harper

## Histoire
Après La Chevauchée vers Santa Cruz, Le Ranch de la vengeance est le deuxième western du directeur de production Karl Spiehs dans le sillage des succès des films inspirés de romans de Karl May. Spiehs s'attend à avoir moins de succès ; il regrette avoir choisi Thomas Fritsch.
Le film est tourné en Yougoslavie (aujourd'hui en Slovénie). Le lieu du tournage est notamment une vallée verdoyante près de Rijeka. Les premières scènes sont tournées dans une ville de western près de Ljubljana.
Le chien de cinéma s'appelle en réalité Schalk vom Möllerland et est un chien de berger né en 1959. Son propriétaire est Rudi Schuhschenk, dresseur de chiens, qui dirige une école canine à Berlin de 1954 à 2000. Schalk apparaît aussi dans Sturm im Wasserglas en 1960, Je le veux vivant en 1963 ou Mission spéciale au deuxième bureau en 1964.